# Naby Diarso
Naby Laye Diarso (ur. 1 stycznia 1977), gwinejski piłkarz, występuje na pozycji bramkarza.

## Kariera
Przez całą swoją karierę występuje w jednym klubie, Satellite Conakry. W 2005 roku został z tym klubem mistrzem Gwinei, a rok później zdobył puchar kraju. 
Diarso był reprezentantem Gwinei. W 2006 roku został powołany na Puchar Narodów Afryki. Był podstawowym bramkarzem i rozegrał cztery mecze, a Gwinea dotarła do ćwierćfinału, w którym przegrała z Senegalem 2:3.